# Mirza Teletović
Mirza Teletović, né le 17 septembre 1985 à Mostar, RS Bosnie-Herzégovine, RFS Yougoslavie, est un joueur bosnien de basket-ball. Il mesure 2,06 m et joue en position d'ailier fort.

## Parcours
Teletović commence sa carrière professionnelle en 2002 dans le club de Tuzla, le KK Sloboda Tuzla qui évolue en première division bosnienne. Il y joue jusqu'en 2004 puis part au Base Oostende avec lequel il remporte le championnat belge. Il rejoint Tau Vitoria, club de la Liga ACB, en 2006. En 2008, il est élu révélation de la liga ACB et en 2009, Tau gagne la Copa del Rey et Teletović est élu MVP de la coupe.
Teletović est international pour l'équipe de Bosnie-Herzégovine.
Teletović réalise de très bonnes rencontres lors de l'Euroligue 2011-2012. Il est le meilleur marqueur de la saison régulière avec 21,7 points mais Caja Laboral ne parvient pas à se qualifier pour le Top 16.
Le 3 juillet 2012, il s'engage en NBA avec le club des Nets de Brooklyn pour trois saisons et un montant de 16 millions de dollars sur 3 ans. En janvier 2015, atteint par une embolie pulmonaire, il met un terme à sa saison.
Le 9 juillet 2015, les Nets retirent leur qualifying offer sur le contrat de Teletović ce qui permet au joueur de signer où il souhaite. Il trouve rapidement un accord avec les Suns de Phoenix pour un an et 5,5 millions de dollars.
Le 1er juillet 2016, Teletović s'engage pour 3 ans avec les Bucks de Milwaukee pour 30 millions de dollars.
Souffrant d'une embolie pulmonaire depuis plusieurs années, Mirza Teletović met un terme à sa carrière sportive le 27 septembre 2018, à l'âge de 33 ans.

## Palmarès
- Champion de Belgique (avec Ostende) en 2005-2006.
- Vainqueur de la supercoupe d'Espagne (avec Tau Vitoria) en 2006-2007, 2007-2008 et 2008-2009.
- Champion d'Espagne (avec Tau Vitoria) en 2007-2008.
- Vainqueur de la copa del Rey en 2008-2009.

## Records sur une rencontre en NBA
Les records personnels de Mirza Teletović en NBA sont les suivants, :
| Type de statistique        | Saison régulière | Saison régulière        | Saison régulière | Playoffs | Playoffs             | Playoffs      |
| Type de statistique        | Record           | Adversaire              | Date             | Record   | Adversaire           | Date          |
| -------------------------- | ---------------- | ----------------------- | ---------------- | -------- | -------------------- | ------------- |
| Points                     | 34               | Mavericks de Dallas     | 24 janvier 2014  | 20       | @ Heat de Miami      | 8 mai 2014    |
| Paniers marqués            | 12               | 2 fois                  | 2 fois           | 7        | @ Heat de Miami      | 8 mai 2014    |
| Paniers tentés             | 23               | Nets de Brooklyn        | 25 février 2016  | 12       | @ Heat de Miami      | 8 mai 2014    |
| Paniers à 3 points réussis | 7                | 2 fois                  | 2 fois           | 6        | @ Heat de Miami      | 8 mai 2014    |
| Paniers à 3 points tentés  | 13               | Nets de Brooklyn        | 25 février 2016  | 9        | @ Heat de Miami      | 8 mai 2014    |
| Lancers francs réussis     | 8                | 2 fois                  | 2 fois           | 4        | @ Heat de Miami      | 14 mai 2014   |
| Lancers francs tentés      | 9                | 2 fois                  | 2 fois           | 4        | @ Heat de Miami      | 14 mai 2014   |
| Rebonds offensifs          | 5                | Kings de Sacramento     | 5 janvier 2013   | 3        | 2 fois               | 2 fois        |
| Rebonds défensifs          | 14               | Spurs de San Antonio    | 3 décembre 2014  | 5        | 2 fois               | 2 fois        |
| Rebonds totaux             | 15               | Spurs de San Antonio    | 3 décembre 2014  | 7        | @ Raptors de Toronto | 30 avril 2014 |
| Passes décisives           | 4                | 4 fois                  | 4 fois           | 2        | Heat de Miami        | 12 mai 2014   |
| Interceptions              | 3                | @ 76ers de Philadelphie | 26 novembre 2014 | 1        | 7 fois               | 7 fois        |
| Contres                    | 3                | @ Heat de Miami         | 12 mars 2014     | 1        | 2 fois               | 2 fois        |
| Balles perdues             | 5                | 2 fois                  | 2 fois           | 3        | Heat de Miami        | 10 mai 2014   |
| Minutes jouées             | 43               | Spurs de San Antonio    | 3 décembre 2014  | 26       | @ Heat de Miami      | 8 mai 2014    |

- Double-double : 5
- Triple-double : 0